# Баканово (Андреапольский район)
Баканово (Боканово, Баканова, Забуйцы) — деревня в Андреапольском районе Тверской области. Входит в Торопацкое сельское поселение.

## География
Расположена примерно в 5 верстах к востоку от села Торопаца на берегу озера называемого Буйце,Забуйце,Бакановское.

## История
В конце XIX - начале XX века деревня входила в Холмский уезд Псковской губернии. Рядом с ней находилась усадьба Баканово..

## Население
| 2002 | 2010 |
| ---- | ---- |
| 14   | ↘7   |